# Герб Дальневосточной республики
Герб Дальневосто́чной Респу́блики — государственный символ Дальневосточной республики, утверждённый наряду с флагом и гимном «Интернационал» на съезде в Чите. Был утверждён постановлением Правительства ДВР от 11 ноября 1920 года. Герб представлял собой геральдический щит красного цвета, внутри которого изображались сноп пшеницы, якорь, кайло и серебряная звезда, всё в лучах солнца, щит окружал сосновый венок с шишками, перевитый красной лентой с буквами аббревиатуры названия республики.
Конституция Дальневосточной Республики от 27 апреля 1921 года утвердила герб ДВР:
Статья 180
- Утверждается Государственный герб, описание которого следующее: на красном щите хвойный сосновый венок, внутри которого на фоне утренней зари с появляющимся солнцем и пятиконечной серебряной звездой (в верху фона) — скрещённые через сноп пшеницы якорь и остроконечное кайло, вниз остриём; на венке с правой стороны на красной перевязке буква «Д», с левой «В», внизу между черенками хвойных веток буква «Р».

Символами герба обозначены экономические функции ДВР, её территориальные и исторические особенности. Главные из них — сноп пшеницы и крест-накрест положенные кайло и якорь. Кайло — эмблема тяжёлого труда (в старой геральдике — эмблема горной промышленности), с точки зрения территории обозначает Забайкалье. Якорь — эмблема приморских городов, сноп пшеницы символизирует житницы и плодородные земли Амурского бассейна. Щит оставлен в гербе как главнейшая его часть, но имеет не старофранцузскую (характерную для российских гербов), а изменённую форму. Намёт в виде хвойного венка и сень в виде звезды перемещены во внутреннюю часть герба. Революционная символика герба приближена к законам российской геральдики, выражена ярко и доступно. 

## См.также
- Флаг Дальневосточной республики
- Интернационал (гимн)